# Не тополю високую…
«Не тополю високую…» — вірш Тараса Шевченка, написаний 1848 року на Косаралі.

## Написання
Зберігся чистовий автограф вірша: у «Малій книжці». Автограф не датовано. Вірш датується за місцем автографа у «Малій книжці» серед творів 1849 року та часом зимівлі Аральської описової експедиції в 1848—1849 роках на Косаралі, орієнтовно: кінець вересня — грудень 1848 року, Косарал.
Найраніший відомий текст — чистовий автограф у «Малій книжці», до якої Шевченко переписав вірш під № 48 у восьмому зшитку за 1848 рік, орієнтовно наприкінці 1849-го чи на початку 1850 року (до арешту 23 квітня), з невідомого первісного автографа. При цьому він зробив виправлення в рядку 7.

## Публікація
Вперше вірш надруковано за «Малою книжкою» з незначним відхиленням від авторського тексту в рядку 11 («тоді» замість «тойді») у виданні: «Кобзарь Тараса Шевченка / Коштом Д. Е. Кожанчикова» (СПб., 1867, стор. 543) і за цим виданням з помилкою у рядку 2 («вигинає» замість «нагинає») у книжці: «Поезії Тараса Шевченка» (Львів, 1867, том 2, стор. 250).

## Сюжет
Вірш належить до так званої жіночої лірики Шевченка. За формою — це ліричний монолог одинокої дівчини, яка «долю зневажає» за те, що не дала їй зазнати радощів кохання. Мотиви дівочої самотності й туги за коханням є і в ранніх поетових баладах і думках, а в творах періоду заслання ці мотиви зазвучали з особливою силою. На творі позначився вплив народнопісенної поетики.

## Музика
Вірш поклали на музику М. Лисенко, В. Заремба, В. Цалинюк, П. Майборода.